# Kautionsstudent
Kautionsstudent eller sponsionsstudent var i Sverige och Finland under sjutton- och artonhundratalen en minderårig som inskrevs som student vid universitetet utan att ha avlagt de därför nödvändiga kunskapsproven. 
Kaution erlades av en universitetslärare eller en äldre student, vanligen kautionsstudentens informator, för att han skulle införskaffa de nödvändiga kunskaperna. Ville kautionsstudenten avlägga akademisk examen måste hans kunskaper dock som andras först prövas av dekanus i filosofiska fakulteten.
Detta blev under sjuttonhundratalet den vanliga vägen för ungdomar med förnäma eller rika föräldrar, medan den långa vägen genom trivialskola och gymnasium förbehölls bondestudenter och andra med fattigare föräldrar. 
Systemet med kautionsstudenter bibehölls i Sverige även när en formell studentexamen vid universiteten infördes 1831. Genom 1841 införda bestämmelser kom dessa att kallas preliminarister och infördes i en särskild matrikel.  Systement försvann inte förrän studentexamen 1863 förlades till läroverken.